# La Jeune Belgique
La Jeune Belgique (in francese Il Giovane Belgio) fu un movimento e una società letteraria belga che pubblicò tra il 1881 e il 1897 una omonima rivista letteraria in lingua francese, La Jeune Belgique. La società fu fondata dal poeta belga Max Waller. Contribuirono alla redazione anche Georges Rodenbach, Eugene Demolder, Émile Verhaeren, Maurice Maeterlinck, Albert Giraud, Georges Eekhoud, Camille Lemonnier e Auguste Jennart.